# Rosario de Velasco
Pour les articles homonymes, voir Velasco.
Cet article concerne la peintre. Pour la pédiatre, voir Rosario Velasco.
Rosario de Velasco Belausteguigoitia, née le 20 mai 1904 à Madrid et morte le 2 mars 1991 à Barcelone, est une artiste peintre  figurative espagnole, membre de la Société des artistes ibériques et proche de la Nouvelle Objectivité.

## Biographie
Rosario de Velasco Belausteguigoitia est la fille d'Antonio de Velasco, officier de cavalerie, et de Rosario Belausteguigoitia, basque d'origine carliste et empreinte de fortes convictions religieuses. Elle se situe idéologiquement et politiquement proche de la section féminine de la Phalange espagnole lors de sa création. Elle étudie avec Fernando Álvarez de Sotomayor, portraitiste attaché au régionalisme galicien et directeur du Musée du Prado de 1922 à 1931. Celui-ci lui fait découvrir les œuvres de Titien et de Diego Velázquez. 
Dans la maison de l'éditeur Gustavo Gili, elle rencontre son futur mari, le docteur Xavier Farrerons Co. Le couple se marie dans sa maison de Barcelone en 1937, avant de s'enfuir en France, traversant la frontière à pied vers la zone de rébellion. Ils sont les parents d'une fille unique, María del Mar Farrerons de Velasco, qui a également collaboré avec ses dessins pour le magazine Vértice,. 

## Carrière artistique

### Peinture et art figuratif
Après sa formation artistique dans l'atelier de Fernando Álvarez de Sotomayor et auprès de l'Académie royale des beaux-arts Saint-Ferdinand, Rosario de Velasco participe pour la première fois à l'Exposition nationale des beaux-arts en 1924, avec deux peintures à l'huile intitulées Vieja segoviana et El chico del cacharro.

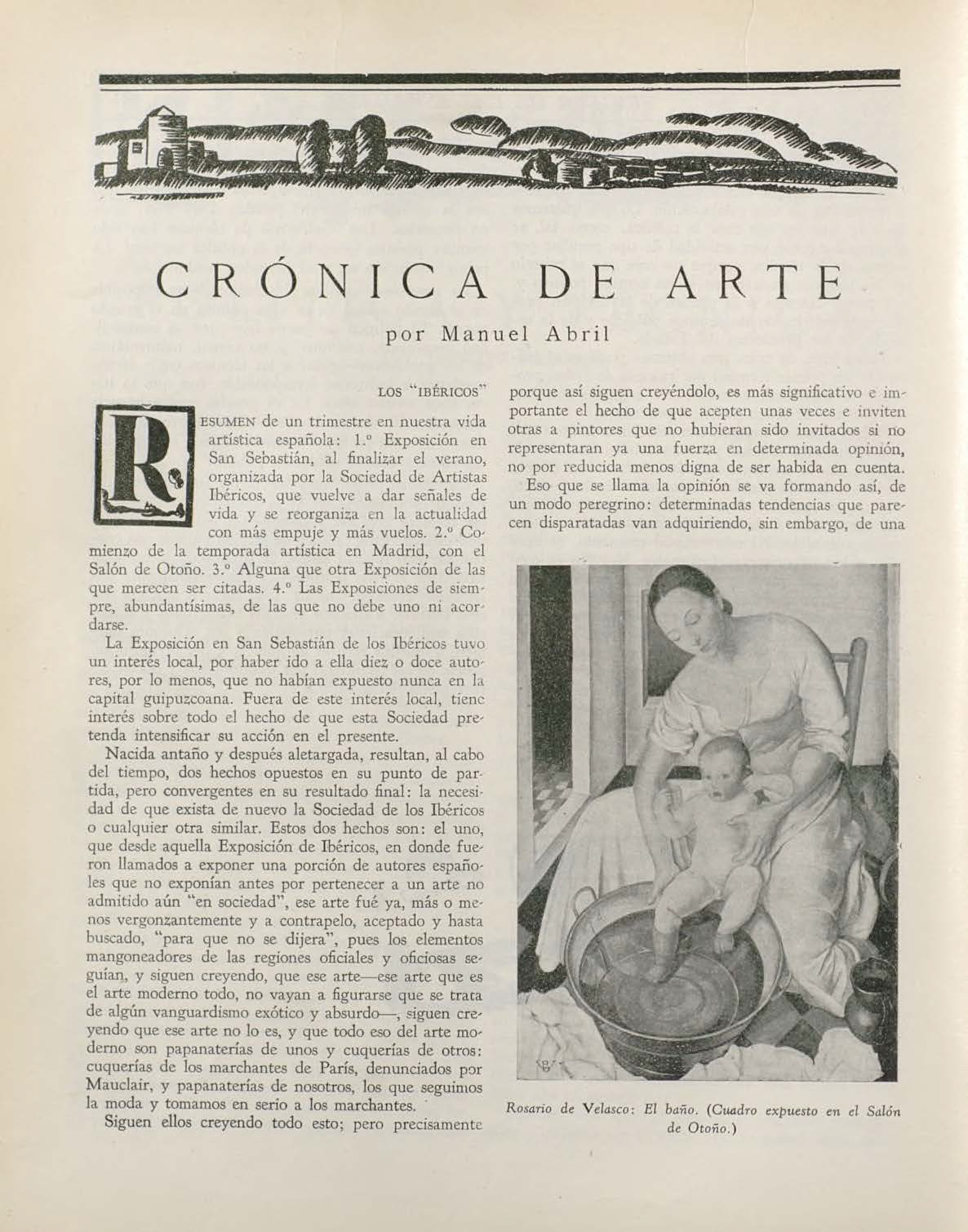
«Crónica de arte» de Manuel Abril publiée dans les numéros 59-60 de la Revista de las Españas (juillet-août 1931), avec une revue des expositions ibériques et du Salon d'Automne, où se distingue "La Salle de Bain" de Rosario Velasco, "qui a commencé sa carrière publique avec un cadre très digne et des qualités et un engagement très inhabituels".

En 1932, elle remporte la deuxième médaille de peinture à l'Exposition nationale des beaux-arts avec la peinture à l'huile Adán y Eva (Museo Nacional Centro de Arte Reina Sofía), une œuvre qui représente le retour au classicisme, ou "retour à l'ordre", vécu par l'avant-garde européenne dans l'entre-deux-guerres. La même année, elle participe aux expositions organisées par la Société des artistes ibériques à Copenhague et à Berlin. En 1934, ses toiles sont exposées au Carnegie Institute de Pittsburgh.
En 1935, Rosario de Velasco participe à l'exposition que la Librairie internationale de Saragosse consacre exclusivement aux jeunes femmes artistes et écrivaines, avec la collaboration de Carmen Conde, Norah Borges, Menchu Gal ou de Josefina de la Torre. Elle y présente l'oeuvre El baño (1931). En 1936, l'artiste peintre présente Los inocentes ou La matanza de los inocentes lors de l'Exposition nationale des beaux-arts. En 1936, elle participe à l'Exposition d'art espagnol organisée au Musée des Écoles Étrangères Contemporaines à Paris .
En février 1937, l'artiste espagnole intègre l'exposition Les femmes artistes d'Europe exposent au Jeu de Paume organisée au Jeu de Paume à Paris,.
Après la guerre civile espagnole, la famille s'installe définitivement à Barcelone, Rosario de Velasco commence une période d'intense activité picturale, tout en se tenant à l'écart des courants artistiques contemporains. Elle est alors entourés d'amis artistes tels Dionisio Ridruejo, Pedro Pruna, Carmen Conde ou Eugenio d'Ors, qui l'a décrit comme la "Pola Negri" ("la diva du cinéma muet") de la peinture.
En 1944, Rosario de Velasco est sélectionnée pour le deuxième Salon des Onze, une exposition organisée par l'Academia Breve de Crítica de Arte, et parrainé par Eugenio d'Ors afin de faie connaître l'art de la première période de l'après-guerre.
En 1968, elle obtient le prix Sant Jordi partagé avec Ignasi Mundó pour La casa roja, une œuvre caractéristique de l'évolution du peintre, dont le style, désormais aux profils flous basés sur les transparences, s'éloigne progressivement du classicisme sans jamais renoncer à la figuration,.

### Illustration
Dans l'illustration de livres, outre une collaboration régulière avec la revue Vértice, Rosario de Velasco réalise notamment les illustrations des ouvrages Cuentos para soñar (1928) et La bella del mal amor (1930) de María Teresa León, ou Princesas del martirio (1940) de Concha Espina.

### Peinture murale
Rosario de Velasco s'initie à la peinture murale. Elle réalise les peintures murales de la chapelle de la résidence des dames rebaptisée Residencia de Señoritas Teresa de Cepeda.

## Reconnaissance
Ses œuvres sont aujourd'hui reconnues et appartiennent aux collections de musées internationaux telles Carnaval (1936) et Esquisse d'une vierge à l'enfant (1936) exposées au Centre national d'art et de culture Georges-Pompidou, ou Adam et Eve (1932) présenté au Musée national centre d'art Reina Sofía,. La plupart de ses toiles se trouvent dans les collections familiales, principalement celles de sa fille, María del Mar Farrerons de Velasco.
En 2019, Rosario de Velasco est mentionnée dans l'exposition Dibujantas. Pioneras de la ilustración proposé par le Museo ABC de Madrid.
En 2025, une rétrospective est présentée au MUREC d'Almeria, en Andalousie.

## Postérité
Sa sépulture se situe au cimetière de Montjuïc, à Barcelone.